# Geografía de Guam

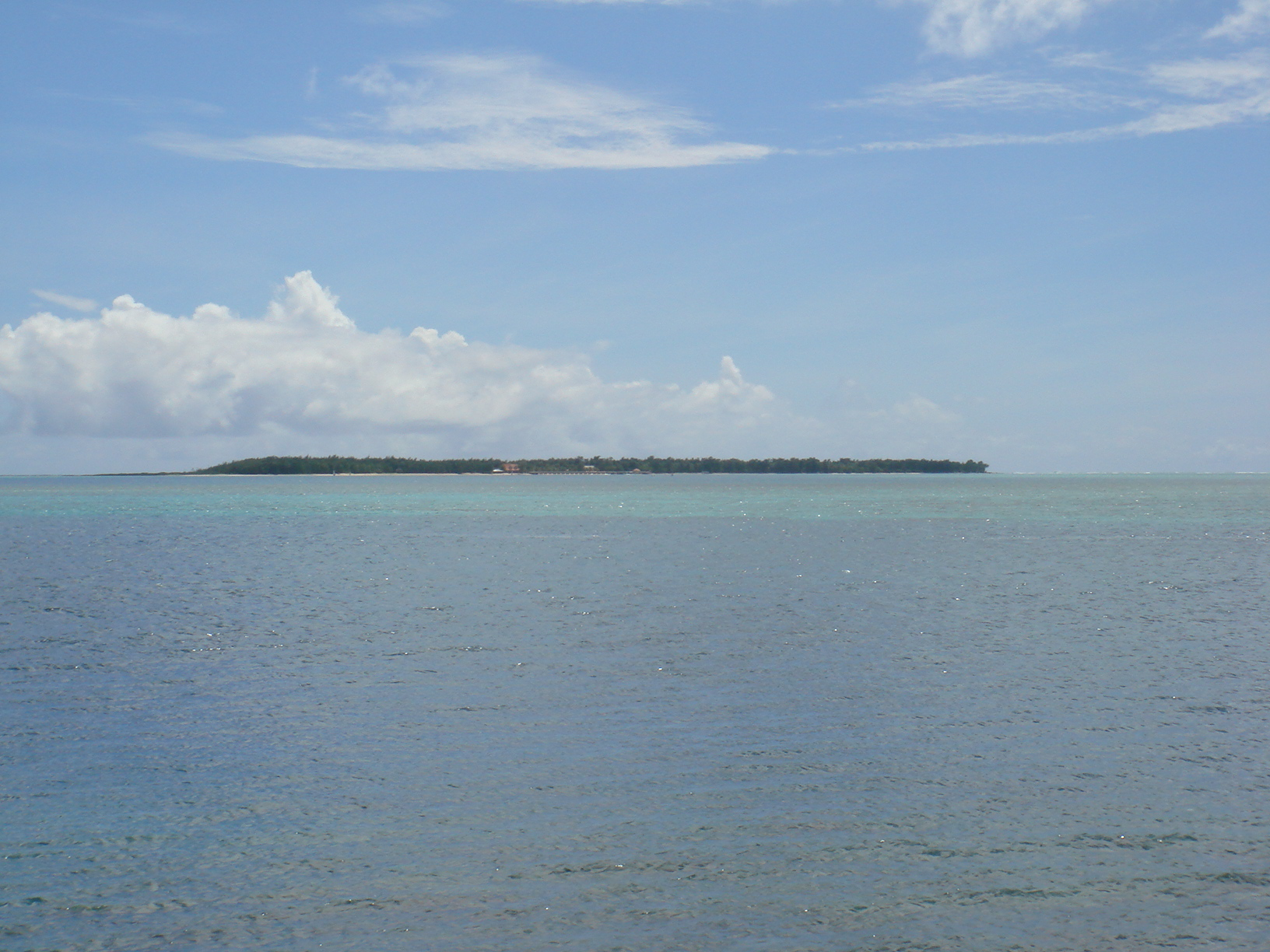
Isla Cocos.

Guam o Guaján es un territorio de Estados Unidos situado en el océano Pacífico, en el archipiélago de las islas Marianas. Es de origen volcánico y se encuentra rodeada por arrecifes de Coral. Sus coordenadas son 13°26′31″N 144°46′35″E / 13.44194, 144.77639 y su punto más alto es el monte Lamlam. Tiene una superficie de 541,3 kilómetros cuadrados, con 51 kilómetros de largo, y 15 de ancho. Posee una línea costera que alcanza los 125,5 kilómetros.

## Islas

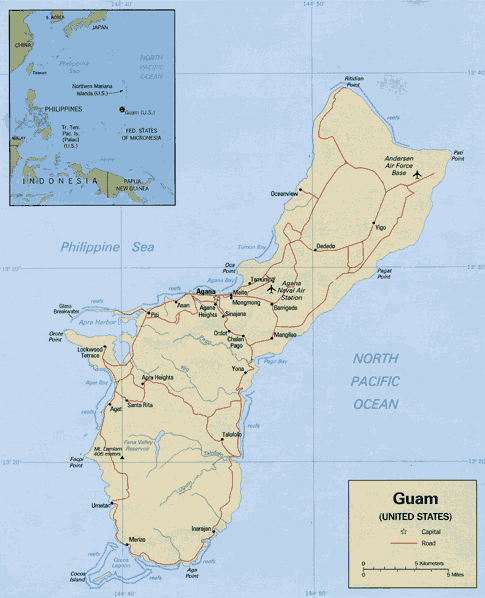

Aparte de la isla principal de Guam existen otros pequeños islotes en sus alrededores:
- Isla Cocos
- Isla Cabras
- Agrigan
- Asgadao
- Fofos